# No Limit (chanson de 2 Unlimited)
Pour les articles homonymes, voir No Limit.
Singles de 2 Unlimited
The Magic Friend Tribal Dance
(1993)
No Limit est une chanson du groupe d'eurodance belgo-néerlandais 2 Unlimited sortie en janvier 1993 extraite de l'album No Limits!.
Elle remporte un grand succès, principalement en Europe où elle se classe en tête des ventes dans plusieurs pays (Royaume-Uni, France, Belgique, Pays-Bas, Autriche, Norvège, Suède, Suisse, Espagne).[réf. nécessaire]

## Liste des titres
- CD single
  1. No Limit (Radio Edit No Rap) (3:08)
  2. No Limit (Radio Edit Rap) (3:30)

- CD maxi
  1. No Limit (Radio Edit) (3:15)
  2. No Limit (Extended Mix) (5:40)
  3. No Limit (Automatic Remix) (4:54)
  4. No Limit (Rio & Le Jean Remix) (3:53)
  5. No Limit (Automatic Breakbeat Remix) (4:45)

- CD maxi
  1. No Limit (Radio Edit No Rap) (3:08)
  2. No Limit (Extended No Rap) (5:44)
  3. No Limit (Extended Rap) (5:55)
  4. No Limit (Rio & Le Jean Version) (3:57)

- 45 tours
  1. No Limit (3:15)
  2. No Limit (Rio & Le Jean Remix) (3:53)

- 45 tours (Royaume-Uni)
  1. No Limit (3:15)
  2. No Limit (Automatic Breakbeat Remix) (4:45)

- Maxi 45 tours
  1. No Limit (Extended) (5:44)
  2. No Limit (Extended Rap) (5:55)
  3. No Limit (Rio & Le Jean Remix) (4:56)

- Maxi 45 tours
  1. No Limit (Extended No Rap 2) (5:55)
  2. No Limit (Extended Rap) (5:55)
  3. No Limit (Rio & Le Jean Remix) (4:56)
  4. No Limit (Automatic Remix) (4:54)
  5. No Limit (Automatic Breakbeat Remix) (4:45)
  6. No Limit (Radio Rap Edit) (3:30)

## Classements hebdomadaires
| Classement (1993)                      | Meilleure position |
| -------------------------------------- | ------------------ |
| Allemagne (GfK Entertainment)          | 2                  |
| Australie (ARIA)                       | 7                  |
| Autriche (Ö3 Austria Top 40)           | 1                  |
| Belgique (Flandre Ultratop 50 Singles) | 1                  |
| Canada (Canadian Dance Chart)          | 2                  |
| Espagne (PROMUSICAE)                   | 1                  |
| Europe (Eurochart Hot 100)             | 1                  |
| France (SNEP)                          | 1                  |
| Irlande (IRMA)                         | 1                  |
| Norvège (VG-lista)                     | 1                  |
| Nouvelle-Zélande (RMNZ)                | 40                 |
| Pays-Bas (Nederlandse Top 40)          | 1                  |
| Pays-Bas (Single Top 100)              | 1                  |
| Royaume-Uni (UK Singles Chart)         | 1                  |
| Suède (Sverigetopplistan)              | 1                  |
| Suisse (Schweizer Hitparade)           | 1                  |

| Classement (2003)             | Meilleure position |
| ----------------------------- | ------------------ |
| Allemagne (GfK Entertainment) | 41                 |

## Certifications
| Pays              | Certification | Unités certifiées |
| ----------------- | ------------- | ----------------- |
| Allemagne (BVMI)  | Platine       | 500 000           |
| Australie (ARIA)  | Or            | 35 000            |
| Autriche (IFPI)   | Or            | 25 000            |
| France (SNEP)     | Or            | 250 000           |
| Pays-Bas (NVPI)   | Platine       | 75 000            |
| Royaume-Uni (BPI) | Argent        | 200 000           |
| Suisse (IFPI)     | Platine       | 50 000            |

## Reprises
Le morceau a été repris plusieurs fois. Deux versions associées à la franchise Les Schtroumpfs sortent en 1994 et 1995. La première, interprétée par Irene Moors & De Smurfen, se classe numéro 1 aux Pays-Bas et 14e en Belgique, la seconde intitulée No No No No Limit, extraite d'une compilation Schtroumpf Party, se classe 9e en France et 6e en Belgique,.
La reprise par le groupe allemand BeFour arrive 13e en Autriche, 21e en Allemagne et 29e en Suisse en 2009. 